# Saprosites explanatus
Saprosites explanatus är en skalbaggsart som beskrevs av Bordat 1990. Saprosites explanatus ingår i släktet Saprosites och familjen Aphodiidae. Inga underarter finns listade i Catalogue of Life.